# Freddie Prinze
Frederick James Prinze, geboren als Frederick Karl Pruetzel, (22 juni 1954 - 29 januari 1977) was een Amerikaans stand-upkomiek en acteur.

## Levensloop
Prinze werd geboren als zoon van een Puerto Ricaanse moeder en een vader van Duitse komaf (Prinze beweerde zelf in zijn shows dat zijn vader Hongaars was en een terugkerende grap was dat hij een “Hunga-Rican” was). Na zijn opleiding aan de High School of Performing Arts trad hij op in diverse comedyclubs en verscheen hij ook op televisie. Zijn grote doorbraak had hij in de The Tonight Show Starring Johnny Carson (waar hij later vaker optrad en zelfs voor Carson inviel). 
Van 1974 tot 1977 was hij te zien in de sitcom Chico and the Man. Hij speelde daarin de hoofdpersoon Chico die voor de norse garagehouder Ed Brown (gespeeld door Jack Albertson) ging werken. 
Ook was hij te zien in onder meer The Midnight Special en de Dean Martin Celebrity Roast (waarin hij Sammy Davis jr. en Muhammad Ali roastte). Ook werd een optreden van hem als langspeelplaat uitgebracht onder de titel Looking Good.
Prinze leed aan depressie en verslaving, dat verergerde nadat zijn vrouw een echtscheiding aanvroeg. Op de nacht van 28 januari 1977 schoot hij een kogel door zijn hoofd, waar hij op 29 januari aan overleed. Hij had een paar uur daarvoor de laatste aflevering van Chico and the Man waar hij aan had meegewerkt opgenomen (dat na zijn dood met het vierde en laatste seizoen verder ging zonder Prinze).
Na zijn dood bracht zijn moeder het boek The Freddie Prinze Story uit en werd de tv-film Can You Hear the Laughter? The Story of Freddie Prinze uitgebracht. Zijn zelfmoord was onderdeel van een verhaallijn van de film Fame.
Acteur Freddie Prinze jr., die tien maanden oud was toen Prinze overleed, is zijn zoon.